# Robert Mazurek
Robert Tomasz Mazurek (ur. 17 września 1971 w Lidzbarku Warmińskim) – polski dziennikarz, publicysta, felietonista i podróżnik.

## Życiorys

### Młodość i wykształcenie
Rodzice dziennikarza są psychologami. Do zdania egzaminu maturalnego mieszkał w Świeciu. Studiował dziennikarstwo na Uniwersytecie Warszawskim, ale brakuje źródeł potwierdzających, że studia ukończył.

### Kariera publicystyczna
Od początku lat 90. publikował na łamach „Nowego Państwa”, „Tygodnika Powszechnego”, „Rzeczpospolitej” i „Dziennika” swoje reportaże oraz felietony z podróży, zwłaszcza po krajach byłego Związku Radzieckiego, Bałkanach, Bliskim Wschodzie i Afryce. Od 2010 jego felietony podróżnicze publikuje miesięcznik „Poznaj Świat”. Był zastępcą redaktora naczelnego miesięcznika „Film”, publicystą „Życia” i „Wprost”. W latach 2006–2009 zamieszczał felietony i cotygodniowe wywiady „Rozmowa Mazurka” w „Dzienniku”. We wrześniu 2009 przeniósł je do „Rzeczpospolitej” („Wywiady Mazurka” ukazywały się w weekendowym Plusie Minusie do grudnia 2016). Zaczynał jako jeden z założycieli kwartalnika „Fronda”.
W tygodniku „Nowe Państwo” pisał teksty publicystyczne i reportaże historyczne, m.in. o sprawie braci Kowalczyków, Ryszardzie Gontarzu i marcu ’68. Jako pierwszy polski dziennikarz przeprowadził wywiad z mieszkającym w Szwecji sędzią stalinowskim Stefanem Michnikiem oraz byłym szefem kancelarii Bieruta Kazimierzem Mijalem.
Razem z Igorem Zalewskim stworzył w kwietniu 1998 w tygodniku „Nowe Państwo” rubrykę satyryczną „Z życia koalicji, z życia opozycji”, będącą przeglądem politycznych wydarzeń tygodnia w formie krótkich, sarkastycznych i ironicznych notek. Autorzy podają w niej informacje zdobyte przez siebie, plotki polityczne oraz komentują fakty powszechnie znane. Autorzy wprowadzili też do języka publicznego kilka znanych pojęć, m.in. Telewizja Białoruska oddział w Warszawie (na określenie TVP za prezesury Roberta Kwiatkowskiego), Brunatny Robert (o Robercie Kwiatkowskim), Najsłynniejszy Polski Mulat (o Andrzeju Lepperze). To w tej rubryce po raz pierwszy opisano aferę Rywina.
Największą popularność zdobyła ona w tygodniku „Wprost” gdzie ukazywała się w latach 2002–2010, po czym była publikowana (od czerwca 2010) w „Fakcie”. W latach 2011–2012 rubryka ukazywała się w tygodniku „Uważam Rze”, a od grudnia 2012 do czerwca 2018 w tygodniku „W Sieci”. W powiązanym z tygodnikiem „W Sieci” portalu wPolityce.pl ukazują się jego felietony w cyklu „Pół porcji mazurka”.
Od 2011 na łamach tygodnika „Uważam Rze”, a od 2013 tygodnika „W Sieci” publikuje felietony na temat win. Od lutego 2017 do końca 2020 publikował wywiady w weekendowym wydaniu „Dziennika Gazety Prawnej”. Od października 2018 publikuje w „Plus Minus”, weekendowym dodatku dziennika „Rzeczpospolita” felietony „Wina Mazurka” i „Mazurek na wynos”.
W 2010 został laureatem Złotej Ryby, nagrody im. Macieja Rybińskiego dla najlepszych felietonistów.
W 2018 został prawomocnie uznany przez sąd winnym przestępstwa polegającego na nieuwzględnieniu autoryzacji dokonanej przez Krystiana Legierskiego w wywiadzie opublikowanym w 2015 w dzienniku „Rzeczpospolita”.
W 2020 został nominowany do nagrody im. Andrzeja Woyciechowskiego, po czym zaznaczył jednak, że w przypadku wyróżnienia nie przyjmie nagrody w związku z postanowieniem o nieprzyjmowaniu nagród dziennikarskich.

### Kariera radiowa i telewizyjna
W 2005 wraz z Zalewskim prowadził w telewizyjnej Jedynce program „Lekka jazda Mazurka i Zalewskiego”. W 2016 był jednym z gospodarzy porannego wydania programu „#dziejesienazywo” emitowanego w serwisie Wirtualna Polska. Od września 2016 do 23 grudnia 2024 prowadził audycję „Poranna Rozmowa w RMF FM”. 31 października 2024 poinformował, że z końcem tego samego roku zakończy współpracę ze stacją radiową RMF FM.
Od lipca 2020 do grudnia 2022 prowadził audycję „Mazurek słucha” w radiowej Dwójce. Przeprowadzał w niej rozmowy ze znanymi osobami m.in. ze świata mediów, kultury i sztuki na temat ich ulubionej muzyki i z nimi związanej. W trakcie programu były również odtwarzane utwory muzyczne bliskie zapraszanym gościom.
Tygodnik Wprost sklasyfikował go w 2018 (21 miejsce), 2021 i 2022 (36 miejsce) na liście 50 najbardziej wpływowych Polaków.

### Media społecznościowe
Od września 2021 do października 2023 w serwisie społecznościowym YouTube na kanale „Kanał Sportowy” wraz z Krzysztofem Stanowskim współprowadził program „Mazurek & Stanowski”, w którym w satyryczny sposób komentował bieżącą sytuację społeczno-polityczną, wydarzenia z kraju i ze świata oraz tematy związane m.in. z osobami znanymi w przestrzeni publicznej. Od lutego 2024 roku Program „Mazurek & Stanowski” jest kontynuowany na nowym kanale na YouTube − „Kanale Zero".

### Działalność społeczna i oświatowa
W 2018 roku został społecznym rzecznikiem Polskiego Towarzystwa Onkologicznego. W 2018 roku odebrał tytuł przyjaciela liceum w Kaliszu Pomorskim.

## Kontrowersje
Jego brat Marcin Mazurek był prezesem Polskiego Holdingu Nieruchomości, przez co dziennikarz spotkał się z oskarżeniami o brak obiektywizmu w kontekście afery związanej z programem „Willa plus”, przy komentowaniu informacji o finansowaniu przez ministerstwo edukacji kupna i remontów luksusowych nieruchomości.
W styczniu 2024 roku pojawiły się spekulacje, że Robert Mazurek doradzał Prawu i Sprawiedliwości w kwestii 'ocieplania wizerunku' poprzez wprowadzenie 'Dnia Życzliwości' w administracji publicznej. Według medialnych doniesień, pomysł zakładał, że raz w miesiącu politycy PiS mieli obowiązkowo udzielać wywiadów w przyjaznej atmosferze, a każde nieuprzejme sformułowanie miało być karane koniecznością wysłania przeciwnikowi politycznemu butelki wina. Mazurek publicznie zaprzeczył swojemu zaangażowaniu, choć w kręgach politycznych krążyła plotka, że przygotowywał listę win odpowiednich do przeprosin w zależności od skali przewinienia.
Po wywiadach na ⁣⁣Kanale Zero⁣⁣ z kwietnia 2024 roku z polskimi aktywistami klimatycznymi (Dominiką Lasotą; a także Janem Latkowskim i Tytusem Kiszką) Mazurek był krytykowany za konfrontacyjny styl dyskusji, pomawianie dyskutantów o przynależność do organizacji terrorystycznej lub przestępczej oraz za podważanie konsensusu co do wpływu człowieka na zmiany klimatu.
Podał nieprawdziwe informacje na temat ministra Marcina Kierwińskiego w listopadzie 2024 roku w programie specjalnym Kanału Zero, a także wypowiadał się o nim w kpiący sposób. Na skutek stanowiska ministra w tej sprawie, Kanał Zero wydał oficjalne przeprosiny.

## Życie prywatne
Ma żonę oraz trójkę dzieci. Deklaruje się jako katolik.